# White flight
White flight är ett amerikanskt begrepp för storskalig migration av euro-amerikaner från områden med blandad etnicitet till områden där de flesta liksom de själva har europeisk eller euro-amerikansk etnicitet.
Begreppet används numera också för andra migrationstrender av vita, exempelvis då vita i Afrika i stor skala flyttar till mera homogent vita områden Då våld emot vita har resulterat i flykt ifrån dessa områden i Afrika.

## Teori

### Psykologisk forskning
Forskning från framför allt samhällsförhållanden i USA kan delvis ge en inblick i hur fenomenet fungerar och vilka mekanismer som används. Amerikansk psykologisk forskning har undersökt kopplingen mellan hur vita amerikaner uppfattar sig själva i förhållande till en "prototypisk" amerikan och hur vitas stereotyper mot icke-vita amerikaner påverkar de vitas känsla av att vara utsatt för hot. Det är framför allt den här hotkänslan som i olika varianter leder till att vita amerikaner flyr eller undviker olika områden. Forskarna Zou och Cheryan skiljer på olika typer av mellangruppsliga hot som inte minst vita upplever. De upprättar en modell där mellangruppsliga hot kan placeras i två dimensioner: en dimension som anger hur kulturellt främmande hotet upplevs och en dimension som anger om hotet anses komma från en grupp som har lägre eller högre social status. När det gäller relationen mellan vita och svarta amerikaner så upplever vita framför allt hot kopplade till olika typer av mer eller mindre konkreta resurser, t.ex. arbeten, förmögenhet och bostäder och de upplever att de hotas av en "lägre stående" men kulturellt sett amerikansk grupp. Gällande vitas attityder till latinamerikaner, amerikaner med asiatisk bakgrund och amerikaner med arabisk bakgrund så är den av en mer existentiell och kulturell karaktär, där dessa grupper anses vara oamerikanska i olika utsträckning.
I experiment där forskare har presenterat demografiska scenarier där vita kommer minska relativt andra etniska grupper har de uttryckt en stark oro över att latinamerikaner och amerikaner med asiatisk och arabisk bakgrund ska "ta över landet", att spanska ska ersätta engelska som språk, m.m. Vita upplever de här grupperna ett hot mot själva USA:s fundament, särskilt när det gäller arabamerikaner. Afroamerikaner upplevdes också som ett hot och föranledde också en önskan om att flytta, men de vita upplevde ändå att afroamerikaner var amerikaner. För de övriga grupperna förnekades att de Författarna till studien menar att det är viktigt att förstå de olika typerna av hot som vita upplever från andra etniska grupper för att förstå varför fenomenet white flight uppstår.

## Sverige
Enligt forskare Emma Neuman vid Linnéuniversitetet uppträder fenomenet då andelen utomeuropeiska invånare i ett område når en brytpunkt på 3–4%, men europeisk invandring visar ingen sådan trend. Studien omfattade flyttmönstren i Sveriges tolv största kommuner under åren 1990–2007. Höginkomsttagare och välutbildade flyttar först vilket innebär att den etniska segregeringen även medför en klassegregering.
En studie genomförd vid Örebro Universitet visade att svenska småbarnsföräldrar som uttalar sig positivt angående multikulturalismens värden ändå konkret väljer skola så att deras barn inte skall vara en etnisk minoritet i sin skolgång eller att det är viktigt att de får god grund till sitt svenska språk.
Begreppet White flight kallas ibland i Sverige för - rösta med fötterna. Detta då svenskar på relativt kort tid flyr vissa områden.  